# Не казвайте на мама, че бавачката е мъртва
„Не казвайте на мама, че бавачката е мъртва“ (на английски: Don't Tell Mom the Babysitter's Dead) е американска черна комедия от 1991 г. на режисьора Стивън Херек, по сценарий на Нийл Ландау и Тара Айсън, и участват Кристина Апългейт, Джоана Касиди, Кийт Кугън, Джош Гец и Джош Чарлс.